# خولیو الوارز
خولیو الوارز (انگلیسی: Julio Álvarez؛ زادهٔ ۱ مهٔ ۱۹۸۱) بازیکن فوتبال اهل ونزوئلا است.
از باشگاه‌هایی که در آن بازی کرده‌است می‌توان به باشگاه فوتبال رئال مادرید سی، باشگاه ورزشی رئال مایورکا، باشگاه فوتبال رایو وایکانو، باشگاه فوتبال راسینگ سانتاندر، باشگاه فوتبال رئال مورسیا، باشگاه فوتبال رئال مادرید، باشگاه فوتبال نومانسیا، باشگاه فوتبال رئال مادرید کاستیا، باشگاه فوتبال آلمریا، و باشگاه ورزشی تنریف اشاره کرد.
وی همچنین در تیم‌های ملی فوتبال زیر ۱۶ سال اسپانیا، زیر ۱۷ سال اسپانیا، زیر ۱۸ سال اسپانیا، زیر ۲۱ سال اسپانیا، Galicia national football team، و ونزوئلا بازی کرده‌است.